# 克拉斯諾西利齊 (特諾皮爾州)
49°42′58″N 25°49′30″E / 49.71611°N 25.82500°E
克拉斯諾西利齊（羅馬化：Krasnosiltsi）是烏克蘭的村落，位於該國西部捷爾諾波爾州，由捷尔诺波尔区負責管轄，處於赫尼茲納河畔，面積2.21平方公里，2001年人口455。